# Mega Man Legends
Mega Man Legends, conosciuto in Giappone come Rockman DASH Hagane no Bōkenshin (ロックマンDASH 鋼の冒険心?, Rokkuman Dasshu Hagane no Bōkenshin), è un videogioco in stile avventura dinamica con elementi da sparatutto in terza persona pubblicato dalla Capcom. È il primo titolo della serie Mega Man Legends, parte della serie di videogiochi Mega Man della Capcom, ed il primo titolo nel franchise in 3D. È stato pubblicato per PlayStation nel 1997 in Giappone e nel 1998 in America del Nord. Un adattamento per Nintendo 64 è stato pubblicato nel 2000 con lo stesso titolo, ma è stato successivamente rinominato Mega Man 64 per la pubblicazione sul mercato in lingua inglese del 2001. Altre conversioni per Microsoft Windows e PlayStation Portable sono state pubblicate, rispettivamente nel 2001 e nel 2005.

## Modalità di gioco
Mega Man Legends è il primo videogioco della saga Mega Man ad essere in 3D. In Mega Man Legends non ci sono vite aggiuntive (se il giocatore muore sarà portato direttamente davanti alla schermata di Game Over e dovrà ricaricare il salvataggio) e c'è uno scudo energetico che riduce i danni (ma dovrà essere riparato se rotto). È possibile girare per la città e le altre ambientazioni tra una missione e l'altra, avendo così la possibilità di dedicarti ad attività secondarie. La Buster Gun può essere potenziata attraverso modifiche che ne alterano i parametri, si possono usare svariate armi secondarie che cambiano lo stile di gioco e Mega Man può intercambiare le protezioni del corpo. Inoltre c'è un sistema di puntamento sui bersagli.

## Trama
Il protagonista di questo videogioco è una nuova incarnazione del personaggio di Mega Man, chiamato Mega Man Volnutt. Il ragazzo è un Carbon (un essere sintetico), come tutto ciò che resta del genere umano. L'umanità infatti in questo mondo è stata spazzata via da eventi che non sono ben chiari, e tutto ciò che è rimasto è una popolazione mondiale di Carbon (i cui componenti si credono umani), che sopravvive su sparute isole di un pianeta quasi completamente acquatico. Mega Man è un "Digger", un avventuriero che si muove in cunicoli di strutture sotterranee abbandonate e dimenticate da millenni. Nelle spedizioni i diggers sono soliti combattere contro i Reaverbots e vanno in cerca di refractors, gemme dall'aspetto di grossi diamanti che sono però antiche fonti di energia. La motivazione principale che spinge le persone a diventare Diggers però, è quella di trovare il leggendario Mother Lode, un fantomatico tesoro che si dice possa cambiare le sorti del mondo.
Dopo una prima spedizione nella quale il giocatore è accompagnato in un breve tutorial, Mega Man viaggia insieme a Data, scimmietta robotica da compagnia, e ai compagni Roll e Barrel Casket, rispettivamente sorella e nonno adottivi, i quali inoltre sono in cerca dei genitori della ragazza, scomparsi da tempo. A causa di un sovraccarico dei motori, l'aeronave del gruppo precipita sull'isola di Kattelox. Qui Mega Man scoprirà che l'isola è stata invasa da degli aeropirati, la famiglia Bonne, la quale è in cerca di quello che si vocifera essere un tesoro rarissimo. Dopo aver sventato un attacco nel centro della città effettuato da Tron Bonne, ragazza che nel mentre si invaghisce di lui, Mega Man si mette in cerca di un refractor capace di alimentare nuovamente l'aereonave. Andando di Sub Gate in Sub Gate (porte d'accesso per le strutture sotterranee), più volte Mega Man verrà ostacolato da Tron e Tiesel, suo fratello, ma i due non faranno altro che collezionare sconfitte, finendo anche per perdere il Geselshaff, la loro mastodontica nave che funge da QG.
Dopo aver trovato un refractor adeguato per ripartire, Mega Man però decide prima di approfondire le sue ricerche sull'isola, con lo scopo di trovare il tesoro a cui la famiglia Bonne era interessata e in modo anche da risolvere il mistero che gira intorno al Main Gate, l'unica rovina apparentemente creata senza una via d'accesso. Quando Mega Man entra in contatto con un terminale trovato all'interno di un Sub Gate contenente dell'avanzata tecnologia, la porta per il Main Gate si apre per la prima volta da quando la struttura è stata scoperta. Lì Mega Man trova nuovamente altri blocchi che cercano di dissuaderlo dall'accedere ad un luogo che deve rimanere sigillato, ma il ragazzo non demorde e dopo aver sconfitto per l'ultima volta Tron e Tiesel, i quali apparentemente accettano finalmente la sconfitta, riesce a penetrare nel cuore della struttura. All'interno il ragazzo trova una persona in stato dormiente, tale Mega Man Juno, il quale tornato attivo inizialmente rimane sorpreso per essere stato risvegliato prima del previsto, poi rimane sorpreso dal fatto che Mega Man Volnutt abbia perso la memoria. Il vero nome del ragazzo infatti in realtà è Mega Man Trigger e lui fa parte di un antico programma il cui scopo è quello di gestire i Carbon sulla terra.
Dopo aver imprigionato Mega Man in una trappola elettrica, Mega Man Juno si appresta ad andare a recuperare la memoria del ragazzo, non prima però di aver portato a compimento la sua funzione primaria, ovvero sterminare tutti i Carbon sull'isola di Kattelox, poiché sono diventati troppo numerosi. Prima che possa accadere il peggio però, Tron e Tiesel, che l'avevano pedinato, intervengono e liberano Mega Man, il quale poi si dirige a sconfiggere Mega Man Juno. Durante il combattimento un monolite colossale identificato come "Eden", che fino a quel momento era rimasto sospeso poco fuori dall'atmosfera terrestre, discende sull'isola di Kattelox, pronto per sterminare tutti i Carbon presenti.
Mega Man però riesce a distruggere Mega Man Juno in tempo e la scimmietta Data interviene riscrivendo gli ordini dati dal nemico poco prima che lo sterminio possa iniziare, infine spiega a Mega Man che lei è la detentrice di tutti i suoi ricordi e che prima o poi glieli avrebbe rivelati, quando lui sarebbe stato pronto. Mega Man così lascia Kattelox insieme al suo gruppo, incerto sul suo futuro. Nel mentre la famiglia Bonne abbandona l'isola via mare, portando con sé un refractor gigante trovato nel Main Gate e vedendo così le loro fatiche ripagate.
La trama del gioco è preceduta dal videogioco The Misadventures of Tron Bonne, ed è seguita da Mega Man Legends 2.